# Picot de Bennett
El picot de Bennett (Campethera bennettii) és una espècie d'ocell de la família dels pícids (Picidae) que habita la sabana, bosc miombo obert i matollars xèrics, al sud i sud-est de la República Democràtica del Congo, Angola, Ruanda, Burundi, Tanzània, Malawi, Zàmbia, Botswana, Zimbàbue, Namíbia, nord de Sud-àfrica i Moçambic.